# Кайнарджа
Вижте пояснителната страница за други значения на Кайнарджа.
Кайнарджа е село в Североизточна България.
То е административен център на община Кайнарджа, област Силистра.

## География
Намира се в центъра на Добруджа. Край селото е изграден ГКПП Кайнарджа между България и Румъния, който е отворен за свободно преминаване на 3 октомври 2017 г.

## История
До 1942 година името на селото е Малка Кайнарджа. На 21 юли 1774 година тук е сключен Кючуккайнарджийският договор между Русия и Османската империя, сложил край на Руско-турската война от 1768 – 1774 г.
През 2009 г. с решение № 130, Протокол №20/ 25.02.2009 г. на Общински съвет – Кайнарджа – по повод 235 г. от подписването на Кючуккайнарджанския договор – е приета Програма за отбелязване на събитието. В нея акцентът е поставен върху два момента: провеждане на 18.06.2009 г. на международна научна сесия под наслов: „Кючук – Кайнарджанският мирен договор от 1774 г. и ролята му за развитието на Балканите“ и тържество за откриване паметник на Екатерина II Велика.

## Личности
Родени в Кайнарджа
Диана Димитрова – съвременна българска актриса
- Антон Пчеларов (1865 – ?), български офицер
- Енчо Тагаров (1904 – 1967), български актьор

## Галерия
- Април 1941 г. Празник в с. Кайнарджа на поляната до историческата чешма.
- Село Кайнарджа през април 1941 г. Обща снимка до чешмата където е подписан Кючук-Кайнарджанският мирен договор през 1774 г.